# Vương Xứ Nhất
Vương Xứ Nhất (phồn thể:王處一, giản thể:王处一, 15/4/1142 - 29/5/1217), nguyên danh của ông vẫn chưa được biết, tự Ngọc Dương (玉阳), ông là người Ninh Hải (nay là Nhũ Sơn, tỉnh Sơn Đông). Năm 1168, ông bái Vương Trùng Dương làm sư phụ, lấy đạo hiệu là Ngọc Dương Tử, có người cho rằng ông dùng tên tự để làm đạo hiệu nhưng cũng có người cho rằng đạo hiệu của ông là Toàn Dương Tử (全阳子) hoặc Hoá Dương Tử (华阳子). Đạo hiệu của ông trùng với tên của đường chủ Trường Sinh Đường trong tiểu thuyết tiên hiệp Tru Tiên của nhà văn Tiêu Đỉnh.
Nguyên Thế Tổ phong tặng ông hiệu "Ngọc Dương Thể Huyền Quảng Độ Chân Nhân" (玉陽体玄广度真人). Sau đó Nguyên Vũ Tông truy tặng ông hiệu "Ngọc Dương Thể Huyền Quảng Từ Phổ Độ Chân Quân" (玉阳体玄广慈普度真君).

## Tiểu thuyết hoá
Vương Xứ Nhất được Kim Dung hình tượng hóa trong các tiểu thuyết như Xạ điêu anh hùng truyện, Thần điêu hiệp lữ. Ông là con trai của Vương Phúc, vốn là một thợ săn trên núi Hoa Sơn. Ông được Vương Trùng Dương thu nạp trong lần tìm cuốn Cửu Âm chân kinh.
Ngoài ra ông còn được hình tượng hoá với cái tên Vương Nguyên Bân trong Võ Lâm Ngũ Bá, một tiểu thuyết dựa Kim Dung.

## Phim ảnh
- Anh hùng xạ điêu

Lương Thiếu Thích (1983),
Trần Vinh Tuấn (1994),
Vương Cương (2003),
Dương Quang (2008),
Quách Quân (2017),
- Thần điêu hiệp lữ